# Pycnosarcus
Pycnosarcus is een geslacht van rechtvleugeligen uit de familie veldsprinkhanen (Acrididae). De wetenschappelijke naam van dit geslacht is voor het eerst geldig gepubliceerd in 1906 door Bolívar.

## Soorten
Het geslacht Pycnosarcus  is monotypisch en omvat slechts de volgende soort:
- Pycnosarcus atavus (Saussure, 1859)